# 페르소필리아
페르소필리아(Persophilia)는 페르시아에 대한 우호적 감정이나 관심을 일컫는 표현이다.

## 기원

### 고대 이란

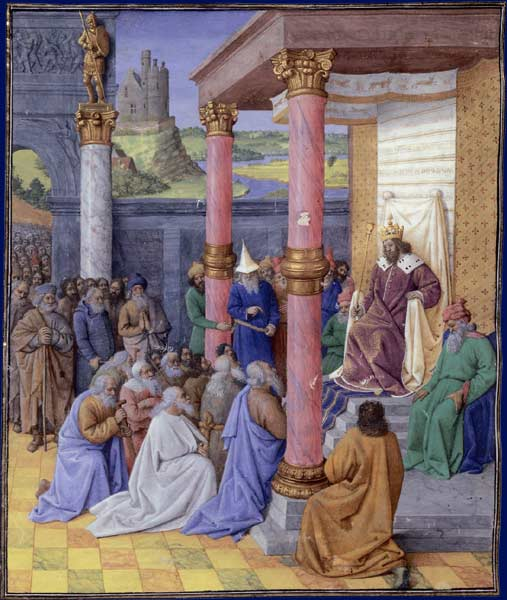
아케메네스 제국을 창건한 키루스 대제는 페르시아사에서 가장 존경 받는 인물들 중 하나로 여겨진다.

비페르시아인들의 페르시아에 대한 호감은 키루스 대제 통치기 혹은 그후 널리 퍼졌다. 이는 키루스 대제가 바빌론 유수를 끝내고 유태인들이 이스라엘로 돌아갈 수 있도록 한 것과 관련이 있다. 고대 그리스 세계에 수많은 지도자들도 페르시아에 대한 호감을 드러냈다. 알렉산더 대왕은 키루스 대제의 통치 방식과 페르시아적 관습 전반에 관심을 갖고 있었고 자신의 제국을 그와 같이 통치했다. 또한 그리스 문화와 페르시아 문화를 융합하려고 했다. 이와 같이 페우케스타스도 자신의 페르소필리아적 경향 때문에 백성들의 지지를 얻었다.

### 중세 및 근세
하룬 알라시드나 알마으문 같은 인물들도 페르소필리아 성향이 있었다고 알려져 있다.